# La Bonne Terre
La Bonne Terre est une série télévisée belge tragi-comique des réalisateurs Adil El Arbi, Bilall Fallah et Mathieu Mortelmans disponible dans le monde entier via le service de streaming Netflix. Il s'agit du premier projet télévisuel de Wannes Cappelle, Dries Heyneman (nl) et Zouzou Ben Chikha (nl) depuis la série Bevergem (nl) de Gilles Courlier. La série raconte l'histoire de deux jeunes Belges (frère et sœur) d'origine marocaine, qui reprennent le funérarium de leur père (Assurances Omar) et veulent le moderniser. Au lieu de rapatrier les musulmans belges décédés dans leur pays d'origine pour les y enterrer selon les traditions musulmanes, ils décident d'importer une terre sainte. De cette façon, ils peuvent être enterrés ici, avec leur famille.
La série a été diffusée sur Play4 à l'automne 2021.

## Distribution

### Rôles principaux
- Yassine Ouaich (nl) (VF : Antoine Schoumsky) : Ismael (Sourire)
- Ward Kerremans (nl) (VF : Romain Altché) : JB (Jean Baptiste)
- Ahlaam Teghadouini (VF : Kahina Tagherset) : Nadia
- Saïd Boumazoughe (nl) (VF : Emmanuel Curtil) : Rachid
- Ben Hamidou (VF : Jean-Marc Charrier) : Omar (père de Nadia et Ismael)
- Charlotte De Bruyne (VF : Julie Mouchel) : Alizée (sœur de JB)
- Tom Vermeir (nl) (VF : Cédric Ingard) : Bram / Brahim
- Reinhilde Decleir (VF : Claudine Grémy) : Rozanne
- Barbara Sarafian (VF : Marie-Madeleine Burguet-Le Doze) : Marilou
- Mourade Zeguendi : l'imam
- Emilie De Roo (nl) : Vanessa (propriétaire du centre de fitness)
- Dries Heyneman (nl) (VF : Yannick Blivet) : Mario (propriétaire du centre de fitness et propriétaire de Smile)
- Wannes Capelle : Geert Wellens (employé de banque)
- Zouzou Ben Chikha (nl) (VF : Laurent Morteau) : le maire

## Épisodes
Saison 1 (2021)
1. Pilote
2. Chien qui aboie…
3. Mort d'une promesse
4. À la terre comme à la ter
5. Dans ma rue
6. Concession F24
7. Diwan Awards
8. Nejma